# 气象学
气象学（英語：meteorology）是把大气当作研究的客体，从定性和定量两方面来说明大气特征的学科，集中研究大气的天气情况和变化规律和对天气的预报。气象学是大气科学的一个分支。
天气学（synoptic meteorology）又稱綜觀氣象學，是大气科学中研究各种天气现象发生发展的规律，以及应用这些规律来制作天气预报的学科；其為專門對天氣圖資料之研究與分析的一種氣象學，內容包含地面氣象觀測、高空圖、熱力圖及衛星雲圖分析，為每日天氣預報的主要依據。

## 发展歷史
第一位建立氣象學的人是古希臘哲學家亞里士多德。在他的專書《氣象匯論》中，他最先敘述和粗淺地解釋了風、雲、雨、雪、雷、雹等天氣現象，而這書是世界上最早的氣象書籍。直到18-19世紀，由於物理學和化學的發展以及氣壓、溫度、濕度和風等測量儀器的陸續發明德國人布德蘭繪製了第一張地面天氣圖，開創了近代天氣分析和預報方法。1835年，法國人科利奧里提出風偏轉的概念；而1857年荷蘭人白貝羅提出風和氣壓的關係，他們的概念都成為大氣動力學和天氣分析的基礎。1854年11月14日克里米亞戰爭期間，一場暴雨使亨利四世的軍艦及商船毀壞殆盡，造成400人死亡，當時的國防部長瓦揚（Vaillant）請天文學家于爾班·勒維耶負責找出原委。經過研究後，于爾班證明這場暴風雨在11月12日即已存在，且在兩天之內便自西北往東南方向襲捲整個歐洲。因此他指出影響天氣的大部份因子都具有遷移性。此次事件使他認為有必要發展氣象學，他促使這門學科在1855年獲得正式地位，現代氣象學就此踏出第一步。
1920年前後，挪威的皮耶克尼斯父子提出了一套名為「極鋒學說」的理論，來說明中緯度地區的天氣變化情況。這套理論在1920年代發表之後，至今已有百多年，但仍然是今日作天氣預報的主要理論依據，亦為分析和預報未來1-2天的天氣奠定了理論基礎。1930年代，無線電探空儀的廣泛使用，真正開始了三維空間的大氣科學研究。根據大量探空資料繪製的高空天氣圖，發現了大氣長波。1939年卡尔-古斯塔夫·罗斯贝提出了長波動力學，他的理論亦對天氣預報有莫大的貢獻。到了1950年代至60年代，電腦、天氣雷達，衛星和遙感的技術的應用，使大氣的各種現象，大至大氣環流，小至雨滴的形成過程，都可依照物理學和化學的數學形式來表示，例如熱力學第一定律、偏微分。從而使大氣科學有了突飛猛進的發展。

## 研究方法
气象学研究的方法主要有：

### 觀測研究
觀測研究是藉觀測去了解不同的大氣現象，可以說是氣象學理論的其中一塊基石，亦是一般氣象愛好者所關注的。觀測方法亦有很多種，氣象站、高空氣球、衛星雲圖、雷達回波圖等。觀測研究不只是觀測，也有一定程度的歸納和分析，例如一句「明天轉冷」，便是一種分析。此外，繪製天氣圖、整理熱帶氣旋路徑、氣候區域分類等，亦是觀測研究所要做的。

### 理論研究
理論研究有三大部份，除觀測外，物理和數學對理論研究亦很重要。理論可以從兩方面產生，一方面是從觀測數據中直接建立出來的，例如分析熱帶氣旋強度的德沃扎克分析法，另一方面是從物理理論或其他氣象理論演化出來的，例如地轉方程、氣壓梯度方程等。物理理論很多時需要數學的幫助，反過來說，數學語言有時更能使我們明白物理和氣象理論。

### 數值模式研究
現代的天氣預報即是建立在數值模式上，數值模式透過非線性方程式以及超級電腦的插點格運算，反演出一地區未來數天天氣。數值模式研究是較少人所認識的，它們都需要相當的理論知識、電腦程序技巧和實驗技巧。數值模式研究會把不同的物理和氣象方程，以電腦程序的方式放進電腦裡，再計算出未來溫度、濕度、氣壓、風向等變化，以協助天氣預報或理論研究。
比较有名的天气数值模式有：
- 歐洲中期預報中心  （页面存档备份，存于）
- 美国 UCAR MM5  （页面存档备份，存于）
- 美國 UCAR WRF
- 中国气象局开发的 GRAPE  （页面存档备份，存于）

### 實驗研究
實驗研究同樣是較少人所認識的，實驗研究因數值模式研究的出現而比往日式微，但亦有其存在價值，例如要驗証某些理論，數值模式研究是做不到的。
另外，一些气象学研究需要实地观测数据，往往需要到野外进行实地考察、观测，收集观测数据。

## 气象学概念与研究主题
- 大气动力学
  - 干空气气体常数
  - 科里奥利力
  - 准地转模型
  - 大气波动
  - 长波动力学（罗斯贝波、开尔文波）
  - 浅水模型
  - 纳维尔-斯托克斯方程
  - w方程
  - 湍流（卡门涡街）
- 气团、对流概念
- 云和降水物理学
  - 云凝结核
- 气溶胶
- 云的分类
  - 低云、中云、高云、直展雲
  - 积云、层云、卷云、积雨云
  - 冰云、水云、混合云
- 气象要素、天气预报
  - 气温、降水、湿度、大气压、风

- 天气图
  - 等压线、位势高度
  - 位温、温度递减率
  - 涡度
  - 露点
  - 卫星云图
- 天气系统

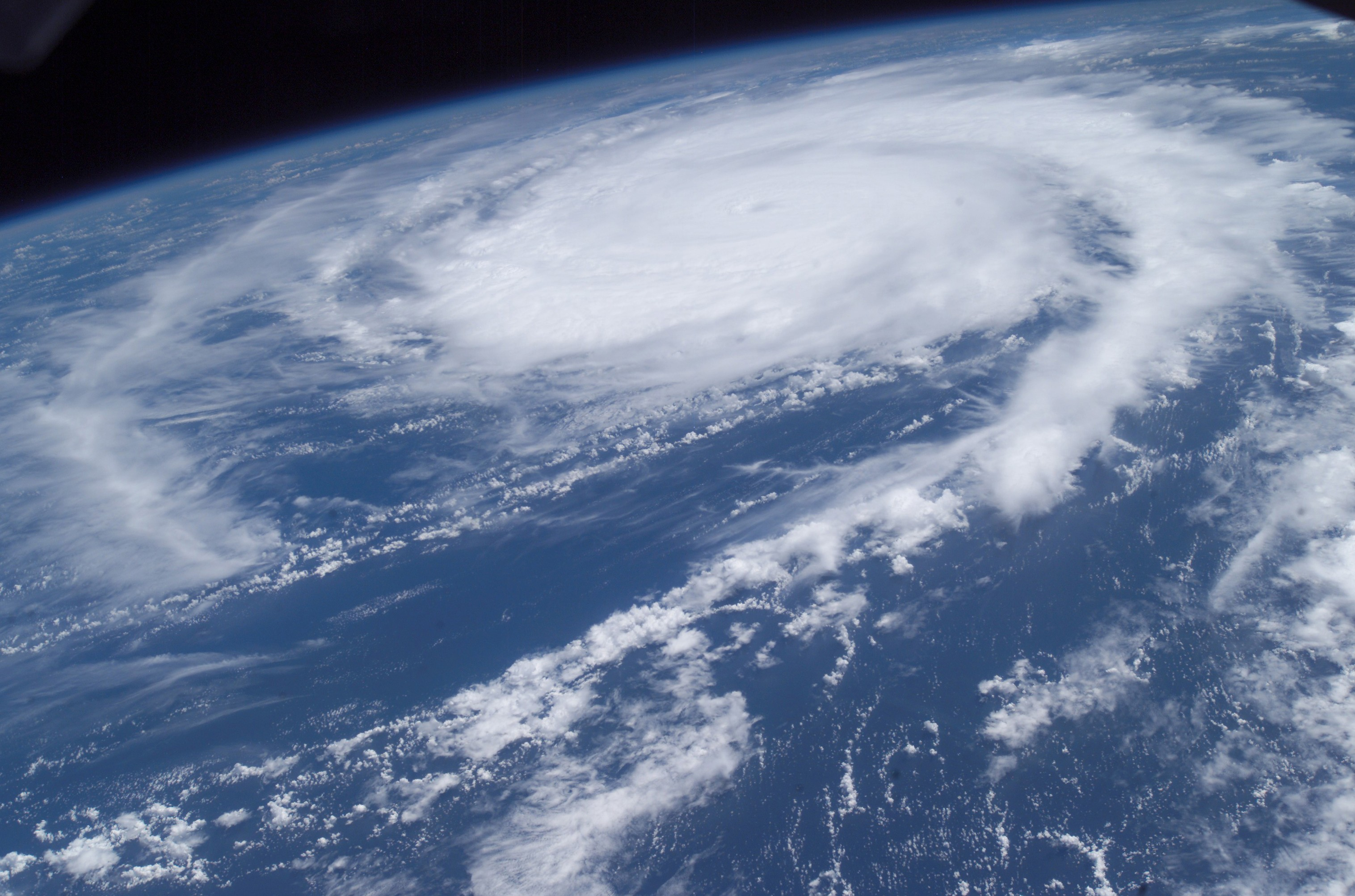
由國際太空站拍攝的颶

  - 鋒面（冷锋、暖锋、准静止锋、锢囚锋）、高空急流、西風急流
  - 气旋和反气旋
    - 飓风或台风
    - 溫帶氣旋
    - 副熱帶高氣壓
    - 冷涡
    - 热带辐合带
    - 阻塞高压和切断低压

  - 中尺度系统
    - 颮线
    - 对流云
- 大气光学
  - 晕、彩虹（霓）、华、峨眉宝光、假日
- 雷电
  - 闪电、雷、高层大气闪电
- 气候、气象灾害
  - 厄尔尼诺现象、拉尼娜、季风、信风
  - 台风、洪水、干旱、沙尘暴、寒潮、热浪、冰暴
- 天气现象
  - 降水、雾、雪、阵雨、霰、冰雹、冰珠、冻雨、雾凇、冰针、露、霜、雨夹雪（霙）
  - 沙尘暴、霾
  - 暴风雪、暴雨、强对流天气、龙卷风、下击暴流
  - 极光、地磁暴
- 气象观测手段
  - 陆基（自动气象站）、海基（测量船、浮标）、空基（航测）、天基（卫星遥感）
- 人工影响天气
  - 人工降雨、人工除雹
- 气象测量仪表和设备
  - 风速计、气压计、湿度计、温度计、雨量计、风向标、雷达、地球观测卫星、多普勒雷达

## 气象学的研究尺度

### 行星尺度（气候尺度）
水平尺度达10000公里，大气超长波，超大型系统如南亚高压、热带辐合带等。

### 大尺度
水平尺度大约1000～10000公里、时间尺度在几周到数月，地区性大型天气系统，比如蒙古高压、夏威夷高压、阿留申低压、亚速尔高压、西太平洋副热带高压等。

### 中尺度（天气尺度）
水平尺度100～2000公里，时间尺度一天到十几天。研究对象如热带气旋，各种规模较小的切断低压（或低涡）与阻塞高压，锋面过程等。

### 小尺度
水平尺度100公里以内，还有细分微尺度的（10公里以内），时间在几小时的尺度。研究对象如雷暴云团、龙卷风、尘卷风等等，时效性要求极高，比较困难。

## 应用

### 天气预报
气象学主要应用就是天气预报，根据天气预报可以指导生产生活等多方面活动。以下其他气象学应用主要就是天气预报的应用。

### 交通
根据天气预报，当灾害性天气来临时有必要暂停航空、航船和铁路交通。

### 工农业生产
当灾害性天气来临时不宜进行某些工农业活动，比如暴雨时应当暂停施工，高温低温时减短或暂停施工。农业种植也需要考虑天气状况来安排各项生产活动。

### 户外大型活动
户外大型活动如奥运会、大型马拉松等需要考虑天气因素，天气不宜时应当推迟或取消。